# کریشتاوائو فریرا

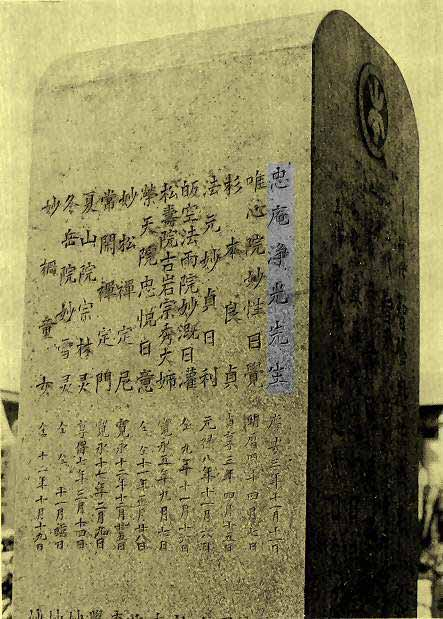
نام بودایی او بر سنگ قبر مشترک خاندان او، در معبد زویرین در توکیو

کریشتاوائو فریرا پرتغالی: Cristóvão Ferreira (۱۵۸۰–۱۶۵۰) یک مبلغ مسیحی پرتغالی عضو انجمن عیسی بود که در جریان اقدامات ضد مسیحیت در ژاپن تحت شکنجه قرار گرفت و از آن پس به ارتداد روی آورد. وی در تورس ودراس پرتغال متولد شده و سپس به آسیا فرستاده شد، در ژاپن در سال‌های (۱۶۰۹–۱۶۳۳) او به رهبر پیروان انجمن عیسی که در مورد ظلم و ستم شوگون‌سالاری توکوگاوا قرار داشتند، تبدیل شد. در دوران شوگون‌سالاری توکوگاوا، مبلغان مسیحی و پیروان ژاپنی آنها قتل‌عام شدند. مقامات نگران بودند که این دین پیروان خود را به جای امپراتور یا شوگون، به ملل مسیحی وفادار کند.

## اوایل زندگی و شغل

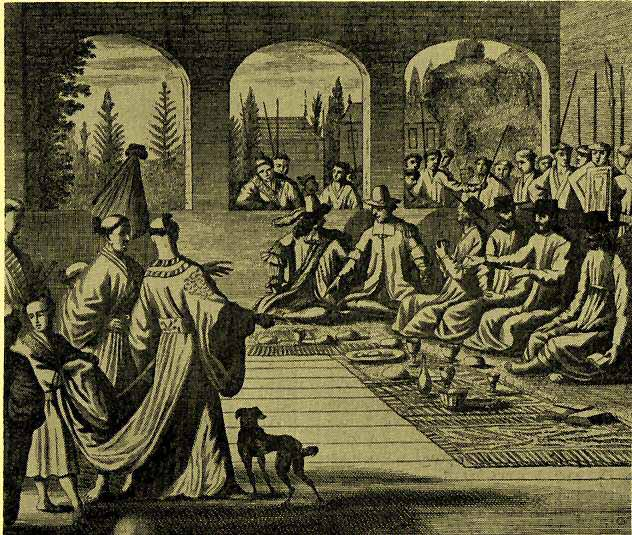
نقاشی از کریشتاوائو فریرا در سال 1670

فریرا که در حدود سال ۱۵۸۰ در تورس ودراس پرتغال به دنیا آمد، به آسیا فرستاده شد، جایی که او از سال ۱۶۰۹ تا ۱۶۳۳ در ژاپن، که در آن زمان توسط شوگون‌سالاری توکوگاوا اداره می‌شد، یک مبلغ بود.
در ۱۶۳۳، فریرا دستگیر شد و مسیحیت را پس از شکنجه کنار گذاشت و به معروف‌ترین «کشیش مرتد» تبدیل شد. او نام خود را به ساوانو چوآن (沢野 忠庵) تغییر داد و به مقامات ژاپنی با آگاهی از فلسفه‌ها و علوم غربی کمک می‌کرد. او نام خود را در یک معبد بودایی، مطابق با قانون ژاپن آن زمان ثبت کرده، و خود را یک عضو از فرقه ذن نامید اما چنانچه از نوشته‌های خود فریرا بر می‌آید، او فلسفهٔ قانون طبیعی را پذیرفته بوده‌است.
با مشاهده جهان اطراف‌مان می‌بینیم که همه چیز با طبیعت و شایستگی خود را وقف داده‌است؛ پرنده یا حیوان، حشره یا ماهی، چمن یا درخت، زمین یا سنگ، هوا یا آب، هر یک دارای کیفیت طبیعی و شایستگی آن است. تمام این‌ها کار طبیعت است. انسان در رأس همه هستی قرار دارد و بهشت به انسان‌ها استعدادهای طبیعی انفاق، عدالت، شایستگی، خردمندی عطا کرده‌است.
پس از ارتداد او با یک زن ژاپنی ازدواج کرد و چندین کتاب، از جمله رساله در اخترشناسی و پزشکی نوشت، که به‌طور گسترده‌ای در دوره ادو توزیع شد. او همچنین متهم است که یک کتاب خصوصی در مورد دین در سال ۱۶۳۶، نوشته که عنوان آن را「顕 疑 録」 (فریب نازل شده) گذاشته‌است اما این کتاب برای مدت ۳۰۰ سال منتشر نشد و هنوز برخی از چالش‌ها در مورد اینکه این کتاب را چه کسی نوشته وجود دارد. او در دادگاه‌های دولتی دیگر مسیحیان دستگیر شرکت می‌کرد و اغلب در فومیئه، که به موجب آن به کسانی که مشکوک به مسیحی بودند دستور داده می‌شد که بر روی یک تصویر از عیسی مسیح ایستاده و آن را پایمال کنند، حضور داشت. فریرا در ناگاساکی در سال ۱۶۵۰ درگذشت.  داستان هایی وجود دارد که فریرا در پایان زندگی خود ارتداد خود را پس گرفت و به شهادت رسیده، اما هیچ مدرکی برای تایید یا رد سرنوشت واقعی او وجود ندارد.
نویسنده کتاب اندو شوساکو در رمان سکوت شخصیت او را پس از ارتداد نگاشته‌است.